# I Feel Alive
Chansons représentant Israël au Concours Eurovision de la chanson
Made of Stars
(2016)  Toy
(2018)
I Feel Alive (en français « Je me sens vivant ») est la chanson d'Imri Ziv qui représente Israël au Concours Eurovision de la chanson 2017 à Kiev, en Ukraine.